# Zoociedad
Zoociedad fue un programa de la televisión colombiana emitido entre 1990 y 1993. Fue producido por Cinevisión en la Cadena Dos, y a partir de 1992 pasó a la Cadena Uno (ahora Canal Uno) de Inravisión y se emitió en el horario de las 9:00 p. m. Su nombre alude a la palabra sociedad, pero usando el prefijo Zoo refiriéndose a la sociedad de animales.

## Argumento
Este programa, de contenido humorístico-político, fue presentado y actuado por Jaime Garzón (cuyos personajes eran Émerson de Francisco y Louis Rodríguez) y secundado por Elvia Lucia Dávila (La Pili, inspirado en Pilar Castaño). Los libretos estaban a cargo de Eduardo Arias, Karl Troller y Rafael Chaparro Madiedo. Dirigido por Francisco Ortiz Revolledo, editado por John James Orozco.
No solo se satirizaba a personajes reales de la vida nacional como César Gaviria, Ernesto Samper, Noemí Sanín o Gustavo de Greiff sino también las personalidades de la política en el extranjero que cobraban actualidad. Entre sus secciones estaban Lo Mismo que Antes, Farsa Sésamo, Los gorditos de Pili, Zoonoticias, Noticiero Hueco mexicano con Emerson Saludoski, La Última Palabra, El Test, Llamada de Medianoche. Otra sección era La Zoofototelenovela Rosa, con dibujos animados de Jorge Grosso, el famoso caricaturista de El Tiempo.
El  programa de televisión ganó dos premios India Catalina a mejor programa de humor en el año 1991 y 1993
El programa se emitió por última vez el 13 de septiembre de 1993, debido a la crisis económica de Cinevisión, que desapareció como empresa dos años después.

## Personas claves del programa[2][3][4][5]
- Paula Arenas (Creadora del equipo)
- Yolanda Canal
- Francisco Ortiz
- Jaime Garzón
- Elvia Lucia Dávila
- Eduardo Arias
- Rafael Chaparro
- John James Orozco
- Jorge Grosso
- Asistente de dibujos animados Pinilla
- Asistente del programa Rodríguez